# Ixodes conepati
Ixodes conepati este o specie de căpușe din genul Ixodes, familia Ixodidae, descrisă de Cooley și Glen M. Kohls în anul 1943. Conform Catalogue of Life specia Ixodes conepati nu are subspecii cunoscute.